# Musée d'histoire naturelle de l'île Maurice
Le musée national d'histoire naturelle, autrefois musée Desjardins, est un musée situé à Port-Louis, capitale de l'île Maurice. C'est le musée le plus ancien du pays et le plus ancien d'Afrique australe. Le premier étage abrite également l'Institut de Maurice.

## Description
Le musée Desjardin a ouvert ses portes au public en 1842 grâce à la collection du naturaliste et zoologiste Julien Desjardins transmise en 1840 après sa mort. Il est installé ensuite dans un bâtiment inscrit aujourd'hui aux monuments historiques et construit entre 1880 et 1884, en face du jardin de la Compagnie, dans le centre historique de la capitale. Cet  édifice, œuvre de l'architecte britannique Mann, s'inspire du musée de Colombo, avec une loggia à l'italienne.
Le musée présente des collections commençant au début du XIXe siècle de spécimens de la faune et de la flore des Mascareignes, en particulier des spécimens endémiques de l'île Maurice. Le squelette du célèbre dodo mauricien est exposé au public. Il a été acquis par le musée en 1900, après sa découverte à la Caverne Patate.
Le musée s'est enrichi au fil des ans et abrite également un centre de documentation sur l'histoire naturelle des Mascareignes possédant des milliers de documents écrits, photographiques, filmés, d'illustrations et d'enregistrements.
La collection du musée compte plus de 35 000 spécimens d'espèces animales ou végétales, ainsi que des échantillons géologiques. Plus de 3 000 pièces sont des échantillons uniques, car aujourd'hui disparues de la surface de la terre. Enfin 578 espèces de la flore endémique de l'île Maurice sont présentées, le tout dans trois galeries du rez-de-chaussée.
L'Institut de Maurice (Mauritius Institute) abrite une partie de la collection de tableaux d'Edgar de Rochecouste.